# Chiesa di San Pietro in Borgo
La chiesa di San Pietro in Borgo è un oratorio sito in piazza del Sant'Uffizio a Roma, presso Porta Cavalleggeri. Sorge nelle vicinanze della Città del Vaticano, in un'area italiana però soggetta ad extraterritorialità a favore della Santa Sede.

## Storia
La chiesa, oggi inserita nel contesto del Palazzo del Sant'Uffizio, è di origine medievale ed è conosciuta nei documenti anche con il nome di San Salvatore de ossibus, per il vicino cimitero dei pellegrini, o San Salvatore in terrione, in riferimento ad una torre della Porta Cavalleggeri, oggi non più esistente. Invece, secondo l'Hulsen:
(Christian Hülsen, op. cit., p. 455)
La chiesa annoverata fra le filiali della basilica Vaticana già nelle bolle papali del 1053, 1158 e 1186. Alla chiesa era annessa la Schola Francorum, ossia l'ospizio per i pellegrini francesi che venivano a Roma per visitare la tomba di san Pietro. Fu restaurata sotto Niccolò V (1447-1455), ma non molto più tardi fu abbandonata e poi in parte distrutta per l'edificazione del Palazzo del Sant'Uffizio.
La chiesa fu restaurata come oratorio nel 1923. All'interno vi sono affreschi del XV secolo, e soprattutto una tavola cinquecentesca che raffigura la Madonna col Bambino.
Al suo interno riposano i resti mortali del cardinale Alfredo Ottaviani.